# ریوساکو چیزیوا
ریوساکو چیزیوا (انگلیسی: Ryūsaku Chiziwa؛ زادهٔ ۲۷ مهٔ ۱۹۶۹) صداپیشه اهل  توکیو ژاپن است.